# José Miguel Gómez

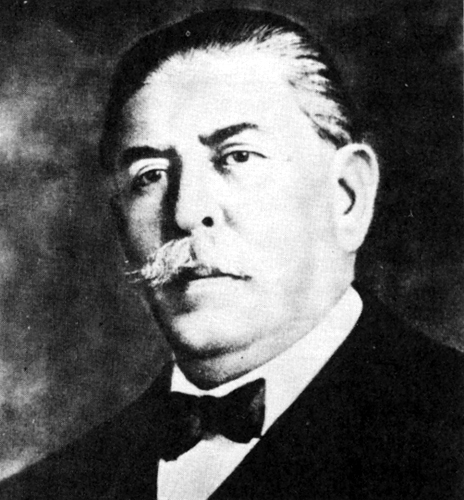
José Miguel Gómez 1901

José Miguel Gómez y Gómez (* 16. Juli 1858 in Sancti Spíritus, Kuba; † 13. Juni 1921 in New York City) war ein kubanischer Politiker. Er war von 1909 bis 1913 nach Tomás Estrada Palma der zweite Präsident in der Geschichte der Republik Kuba.

## Leben
José Miguel Gómez kämpfte in der ersten Phase des Unabhängigkeitskrieges (Guerra Larga) gegen die spanische Kolonialmacht und nahm als General am Unabhängigkeitskrieg (Guerra de Independencia) von 1895 bis 1898 teil.
Gómez war Mitglied der verfassungsgebenden Versammlung von 1901 und Vorsitzender der Liberalen Partei (Partido Liberal de Cuba).
Unter seiner Präsidentschaft
- wurde die Lotterie eingeführt;
- wurde der Hahnenkampf wieder erlaubt;
- wurden 8 Mio. US$ aus dem Staatshaushalt in die Privatfirmen von Gómez investiert;
- wurde eine rassistische Bewegung entfacht, in deren Verlauf die Armee viele Schwarze ermordete. Es ging darum, die Schwarzen, von denen viele im Unabhängigkeitskrieg gegen Spanien gekämpft hatten, die nun mit eigenen Organisationen ihre Rechte in der Republik einforderten, mit Rassismus und Gewalt aus der Gesellschaft auszugrenzen.

Gómez war Mitglied der Freimaurer in Kuba. (Siehe auch: Geschichte der Freimaurerei in Kuba).